# Bridgetown (Ohio)
Bridgetown – jednostka osadnicza w Stanach Zjednoczonych, w stanie Ohio, w hrabstwie Hamilton.